# Betelpalmen
Die Betelpalmen (Areca) oder Arekapalmen sind eine Pflanzengattung in der Familie der Palmengewächse (Arecaceae).

## Beschreibung

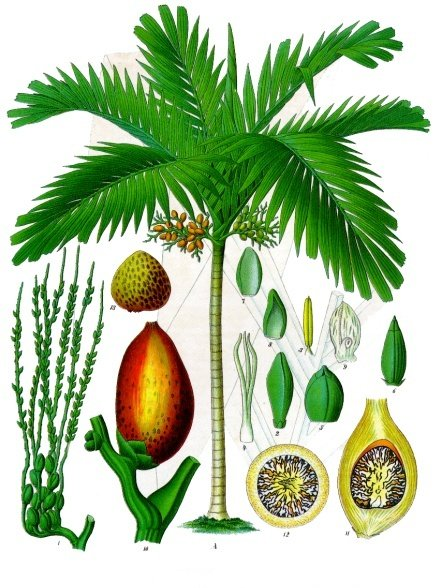
Betelnusspalme (Areca catechu)

Die Betelpalmen wachsen als einstämmige Fiederpalmen. Je nach Art erreichen sie Wuchshöhen bis zu 30 Metern.

## Verbreitung
Die Heimat der Vertreter der Gattung der Betelpalmen liegt im tropischen Südostasien; ihr Verbreitungsgebiet reicht von Malaysia bis zu den Inseln der Salomonen, nordöstlich bis zu den Philippinen, südlich bis nach Nordaustralien.

## Nutzung
Die etwa hühnereigroßen roten Früchte des bekanntesten Vertreters der Gattung, der Betelnusspalme (Areca catechu), werden in Asien und Ozeanien als Genussmittel verwendet, sind aber auch sehr toxisch.
Aus gereinigten und gepressten Blättern der Betelpalme lassen sich formbeständige Gegenstände wie Einweggeschirr formen, welches als Palmblattgeschirr vermarktet wird.

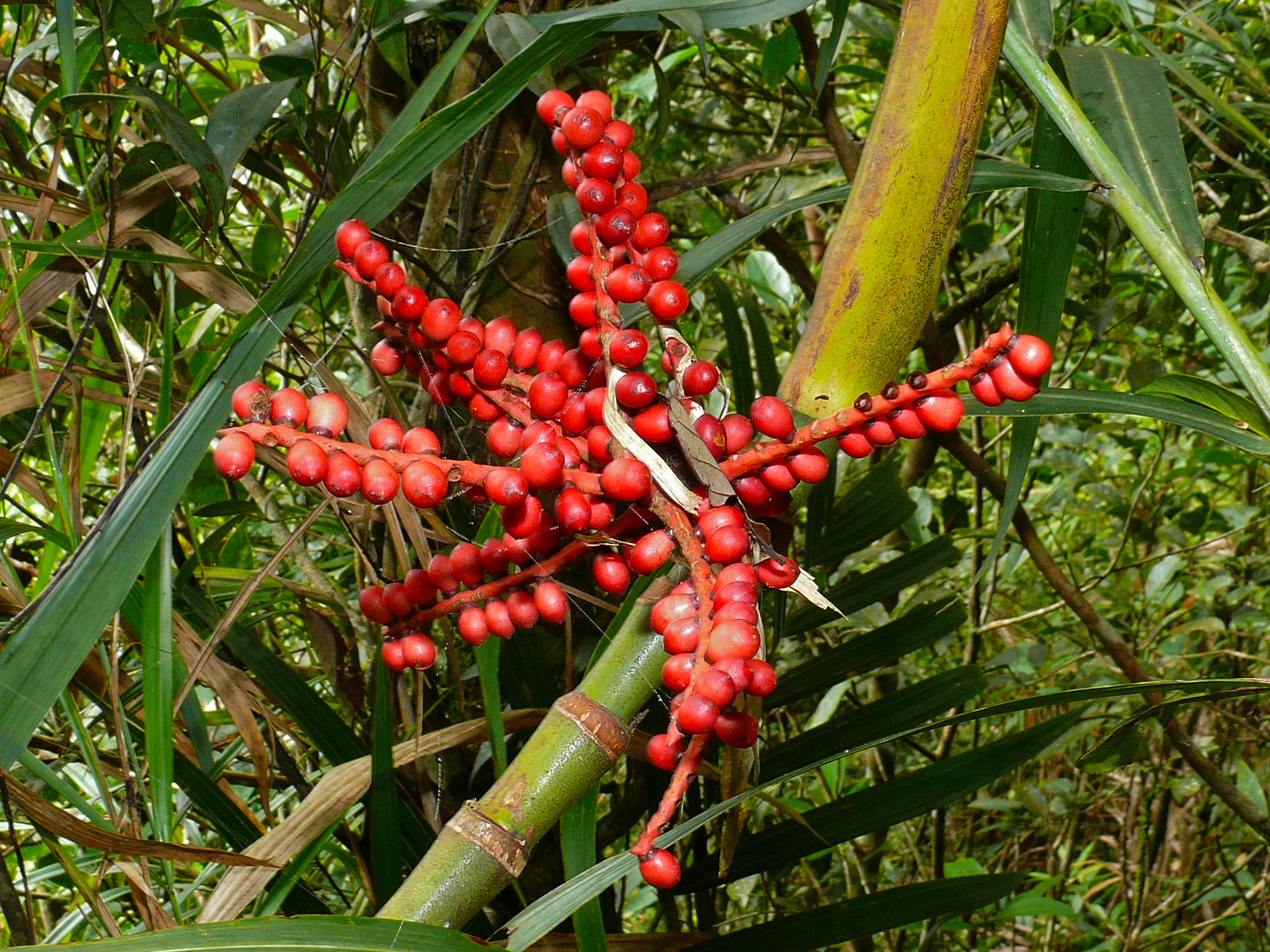
Areca kinabaluensis

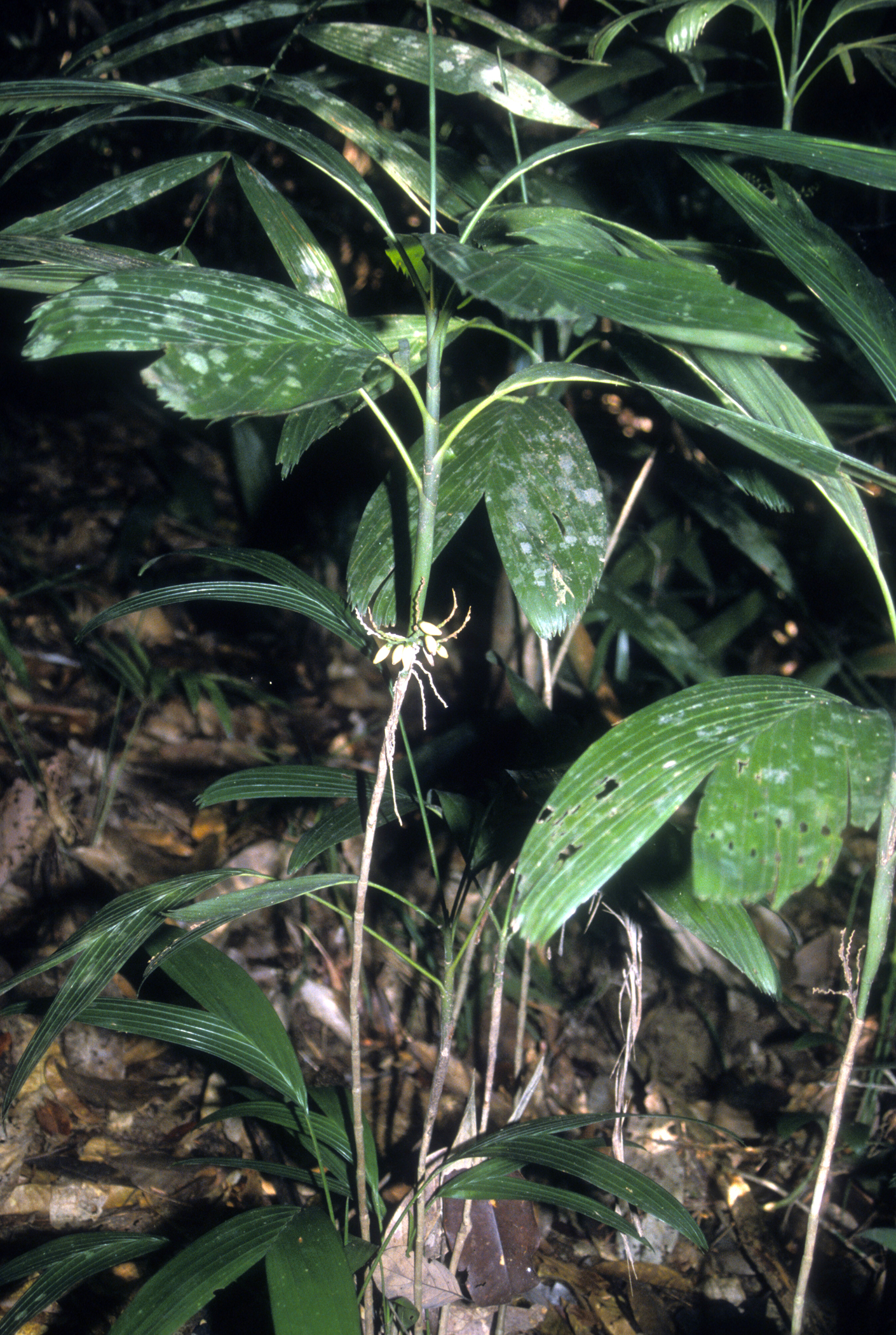
Areca ridleyana

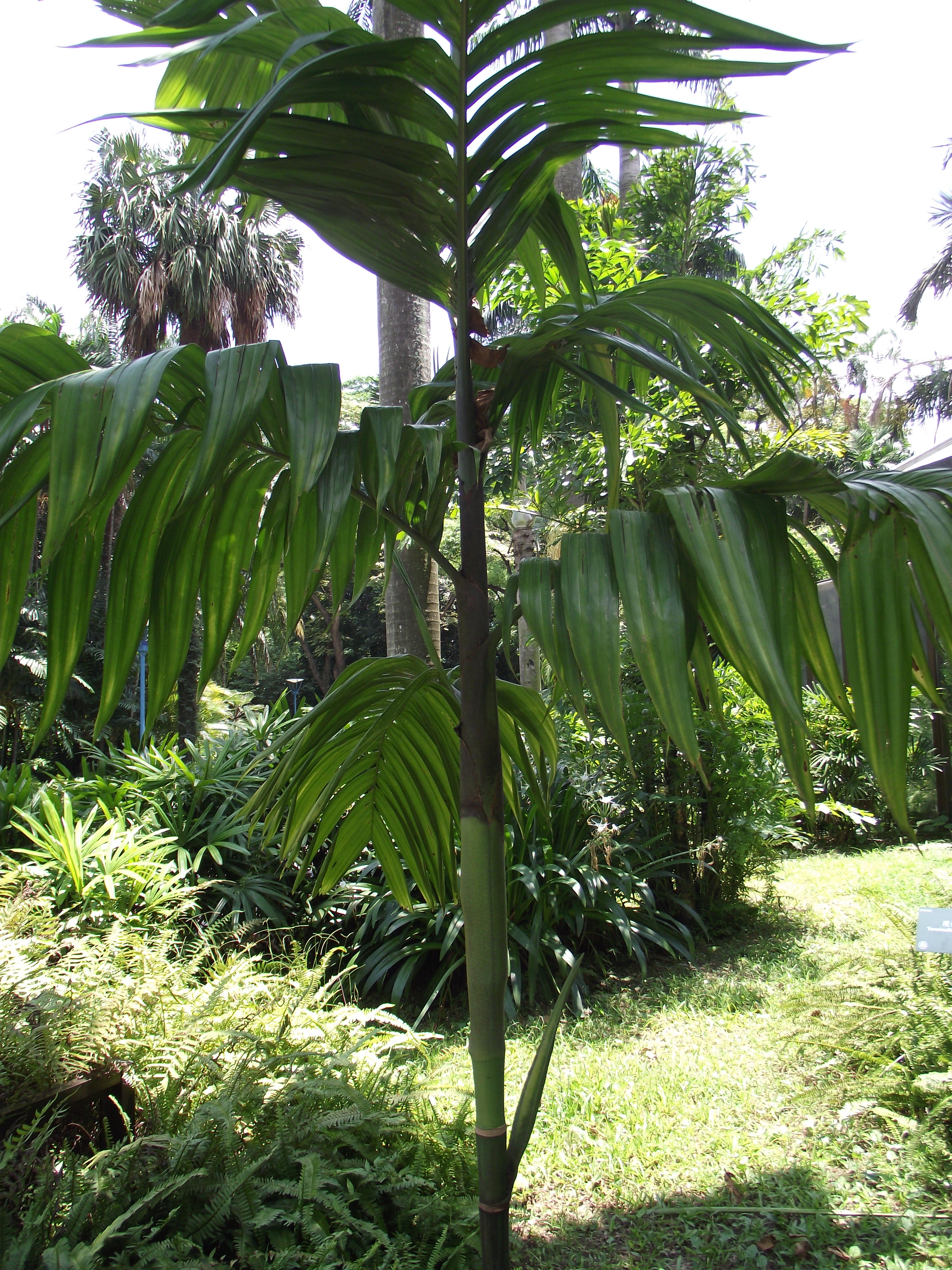
Areca triandra

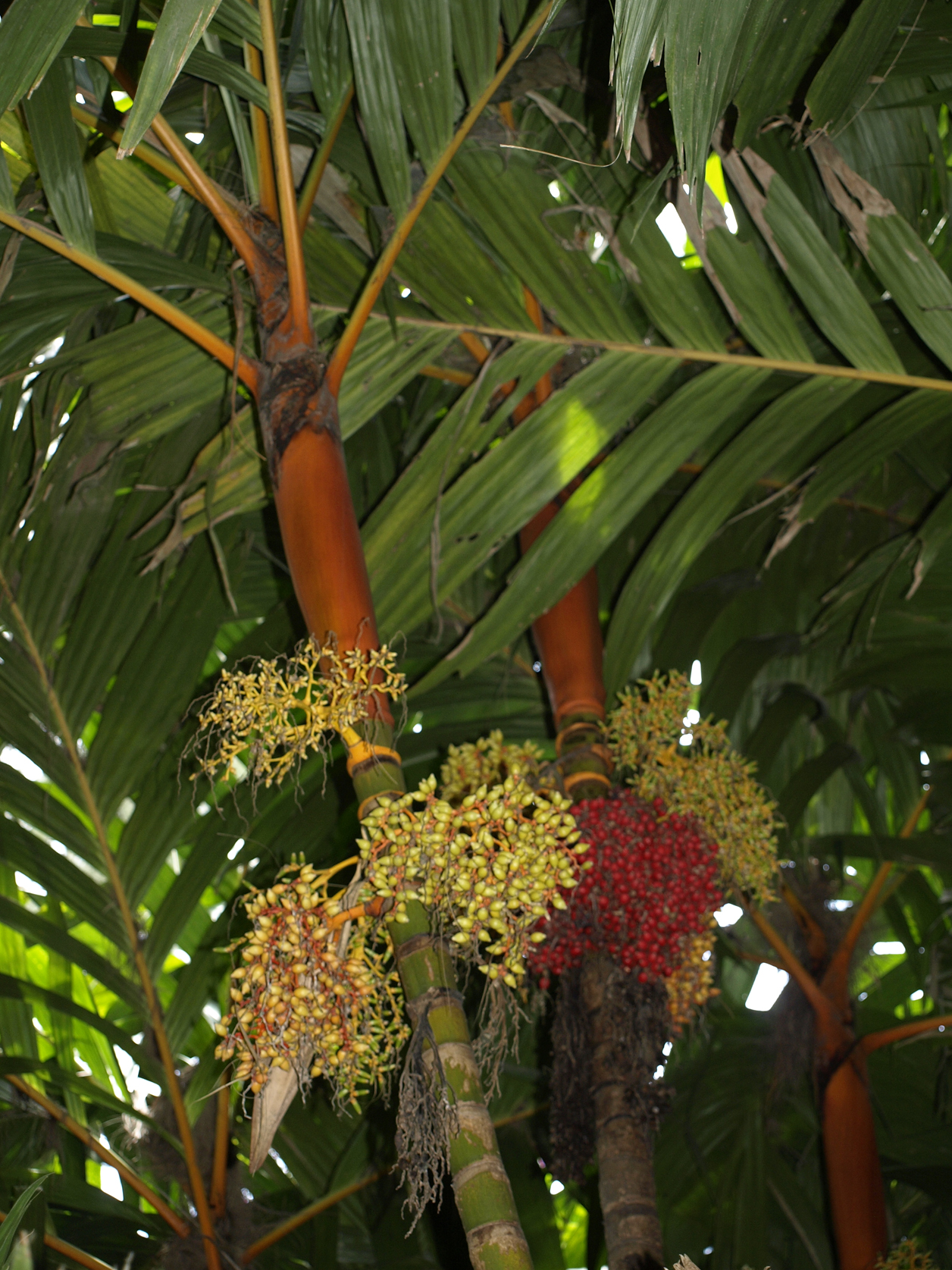
Areca vestiaria

## Taxonomie und Systematik
Die Gattung Areca wurde 1753 und 1754 von Carl von Linné in Species Plantarum Band 2, Seite 1189 und in Genera Plantarum ed. 5 beschrieben.
In der Gattung der Betelpalmen (Areca) werden etwa 50 Arten unterschieden.
Hier eine Auflistung der anerkannten Arten mit ihrem Verbreitungsgebiet, wobei neben dem botanischen Autorkürzel auch  die Veröffentlichung mit Erscheinungsjahr der Erstbeschreibung angegeben ist:
- Areca abdulrahmanii J.Dransf., Bot. J. Linn. Soc. 81: 33 (1980): Sarawak
- Areca ahmadii J.Dransf., Kew Bull. 39: 4 (1984): Sarawak
- Areca andersonii J.Dransf., Kew Bull. 39: 6 (1984): Sarawak
- Areca arundinacea Becc., Malesia 1: 23 (1877): Sarawak
- Areca bakeri Heatubun, Phytotaxa 28: 6 (2011): Sarawak
- Areca brachypoda J.Dransf., Kew Bull. 39: 8 (1984): Sarawak
- Areca caliso Becc., Leafl. Philipp. Bot. 8: 2998 (1919): Philippinen
- Areca camarinensis Becc., Philipp. J. Sci. 14: 309 (1919): Luzon
- Betelnusspalme (Areca catechu L.), Sp. Pl.: 1189 (1753): Philippinen
- Areca chaiana J.Dransf., Kew Bull. 39: 10 (1984): Sarawak
- Areca churchii Heatubun, Phytotaxa 28: 10 (2011): Westliches Kalimantan
- Areca concinna Thwaites, Enum. Pl. Zeyl.: 328 (1864): Südwestliches Sri Lanka
- Areca congesta Becc., Bot. Jahrb. Syst. 58: 441 (1923): Neuguinea
- Areca costulata Becc., Philipp. J. Sci. 14: 310 (1919): Philippineninsel Leyte
- Areca dayung J.Dransf., Bot. J. Linn. Soc. 81: 30 (1980): Sarawak
- Areca dransfieldii Heatubun, Phytotaxa 28: 12 (2011): Borneo
- Areca furcata Becc., Malesia 1: 23 (1877): Sarawak
- Areca gurita Heatubun, Phytotaxa 28: 15 (2011): Sarawak
- Areca hutchinsoniana Becc., Philipp. J. Sci. 14: 312 (1919): Mindanao
- Areca insignis (Becc.) J.Dransf., Kew Bull. 39: 13 (1984): Nordwestliches Borneo
  - Areca insignis var. insignis.
  - Areca insignis var. moorei (J.Dransf.) J.Dransf., Kew Bull. 39: 13 (1984).
- Areca ipot Becc., Leafl. Philipp. Bot. 2: 639 (1909): Philippinen
- Areca jokowi Heatubun, Phytotaxa 288(2): 175 (2016): Westliches Neuguinea
- Areca jugahpunya J.Dransf., Kew Bull. 39: 13 (1984): Sarawak
- Areca kinabaluensis Furtado, Repert. Spec. Nov. Regni Veg. 33: 228 (1933): Borneo
- Areca klingkangensis J.Dransf., Kew Bull. 39: 15 (1984): Sarawak
- Areca laosensis Becc., Webbia 3: 191 (1910): Thailand, Laos, Vietnam
- Areca ledermanniana Becc., Bot. Jahrb. Syst. 58: 441 (1923): Neuguinea
- Areca macrocalyx Zipp. ex Blume, Rumphia 2: 75 (1839): Molukken, Neuguinea, Bismarck-Archipel und Salomonen
- Areca mandacanii Heatubun, Palms (1999+) 52: 199 (2008): Westliches Neuguinea
- Areca minuta Scheff., Ann. Jard. Bot. Buitenzorg 1: 146 (1876): Borneo
- Areca mogeana Heatubun, Phytotaxa 28: 18 (2011): Kalimantan
- Areca montana Ridl., Mat. Fl. Malay. Penins. 2: 136 (1907): Thailand, Malaysia, Java, Sumatra
- Areca novohibernica (Lauterb.) Becc., Bot. Jahrb. Syst. 52: 23 (1914): Bismarck-Archipel bis Salomonen
- Areca oxycarpa Miq., Verh. Kon. Akad. Wetensch., Afd. Natuurk. 11(5): 1 (1868): Nördliches Sulawesi
- Areca parens Becc., Philipp. J. Sci. 14: 307 (1919): Luzon
- Areca rheophytica J.Dransf., Kew Bull. 39: 18 (1984): Sabah
- Areca ridleyana Becc. ex Furtado, Repert. Spec. Nov. Regni Veg. 33: 236 (1933): Malaiische Halbinsel
- Areca riparia Heatubun, Phytotaxa 28: 20 (2011): Kambodscha
- Areca songthanhensis A.J.Hend., N.K.Ban & B.V.Thanh, Phytotaxa 8: 34 (2010): Zentrales Vietnam
- Areca subacaulis (Becc.) J.Dransf., Kew Bull. 29: 20 (1984): Sarawak
- Areca triandra Roxb. ex Buch.-Ham., Mem. Wern. Nat. Hist. Soc. 5: 310 (1826): Assam bis Malesien
- Areca triginticollina Heatubun, Phytotaxa 28: 24 (2011): Sumatra
- Areca tunku J.Dransf. & C.K.Lim, Principes 36: 81 (1992): Thailand, Malaysia, Sumatra
- Areca unipa Heatubun, Phytotaxa 154: 59 (2013): Westliches Neuguinea
- Areca vestiaria Giseke, Prael. Ord. Nat. Pl.: 78 (1792): Sulawesi und Molukken
- Areca vidaliana Becc., Philipp. J. Sci., C 2: 222 (1907): Philippinen
- Areca whitfordii Becc., Philipp. J. Sci., C 2: 219 (1907): Philippinen

Die bisweilen immer noch unter dem Namen Areca lutescens erhältliche „Goldfruchtpalme“ wird mittlerweile nicht mehr der Gattung zugeordnet; der aktuelle botanische Name ist Dypsis lutescens. (H. Wendl.) Beentje & J. Dransf.